# Answers.com
 (juillet 2023).
Answers.com est un site web de partage des connaissances entre internautes.
Disponible en six langues, le site est fondé en 1999 et a figuré[Quand ?] parmi les 200 sites les plus populaires d'Internet dans de nombreux pays, incluant, entre autres, les États-Unis, le Canada et l'Australie[réf. nécessaire].